# David Ruben Piqtoukun

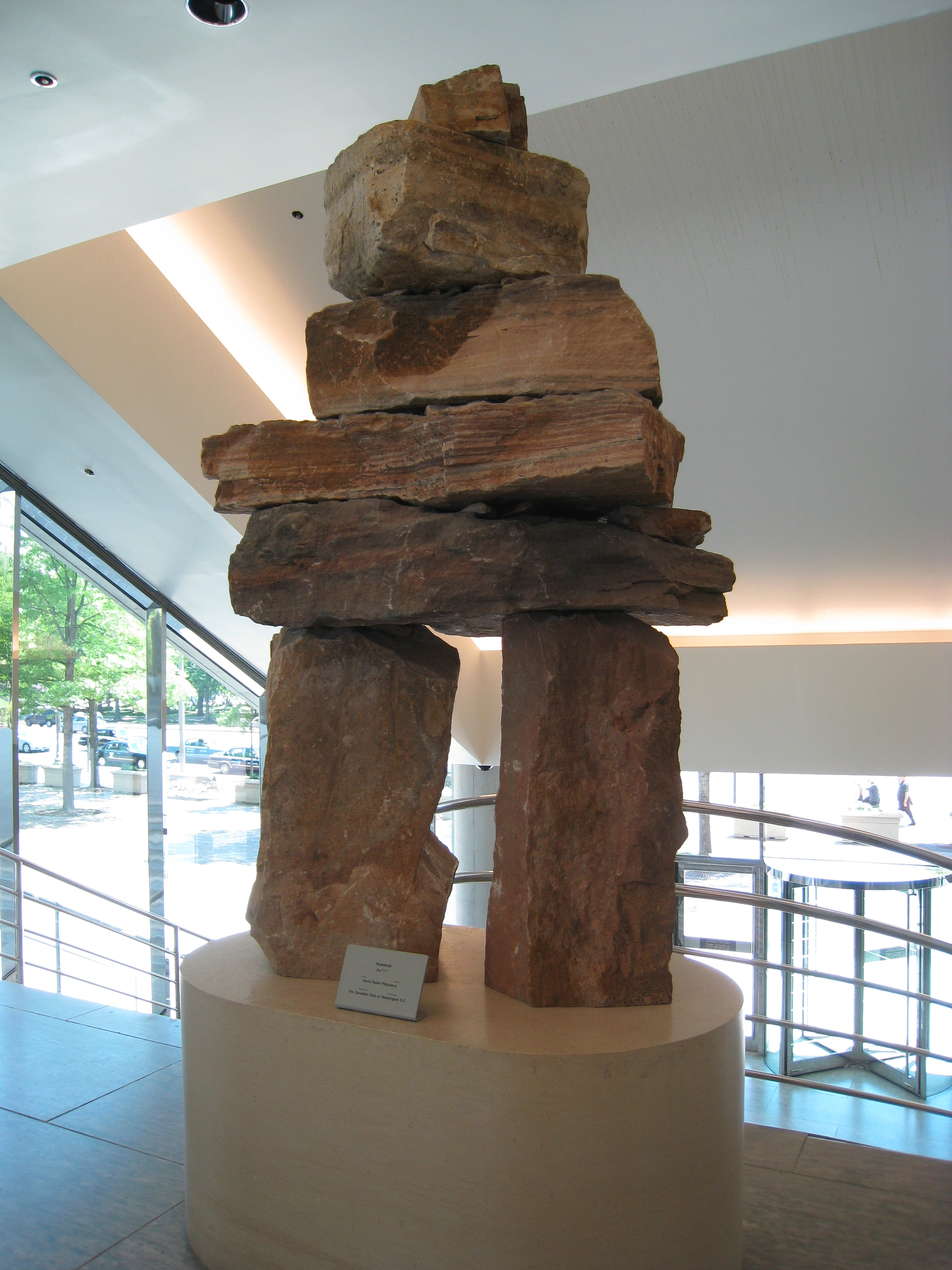
Inuksuk construit par David Ruben Piqtoukun dans le hall d'entrée de l'ambassade du Canada aux États-Unis

David Ruben Piqtoukun (5 octobre 1950 - ) est un sculpteur inuit de Paulatuk, dans les Territoires du Nord-Ouest, au Canada.

## Son œuvre
Son œuvre sculpturale se distingue par son usage innovant des médias mixtes. Ses matériaux et son imagerie réunissent des éléments stylistiques inuits modernes et traditionnels dans une vision personnelle, influencée par l’art inuit.. Il travaille notamment avec la pierre à savon, l’ivoire de morse et divers métaux, ce qui lui permet d'explorer une diversité de textures et de formes. Son œuvre The Passage of Time (1999), qui représente un chaman sous la forme d'un saumon se déplaçant à travers un trou dans une main, en est un exemple. Bien que l'imagerie chamanique soit courante dans une grande partie de l'art inuit, la main de cette œuvre est une feuille de métal, et non un matériau traditionnel comme l'ivoire de morse, le bois de caribou ou la pierre à savon. Son frère, Abraham Apakark Anghik Ruben, est également un sculpteur reconnu, dont les œuvres sont exposées dans plusieurs musées canadiens. Un autre artiste inuit, Floyd Kuptana (en), a appris les techniques de sculpture en tant qu'apprenti de David Ruben.

## Distinction honorifique
- 2022 : Prix du Gouverneur général en arts visuels et en arts médiatiques[1] Ce prix, l'une des plus hautes distinctions au Canada pour les artistes visuels, lui a été décerné en reconnaissance de son apport à l’art inuit contemporain et de son travail novateur mêlant traditions et techniques modernes.
- 2000 : nommé à La Société des sculpteurs du Canada (en)